# Nikodem Sobik
Nikodem Sobik (ur. 15 września 1894 w Rowniu, zm. w kwietniu 1940 w Charkowie) – żołnierz armii niemieckiej, współtwórca Polskiej Organizacji Wojskowej Górnego Śląska, powstaniec śląski, kapitan piechoty rezerwy Wojska Polskiego, przedsiębiorca, kawaler Orderu Virtuti Militari, ofiara zbrodni katyńskiej.

## Życiorys
Syn Jana i Pauliny z domu Oleś. Pochodził z wielodzietnej rolniczej śląskiej rodziny. Absolwent szkoły powszechnej (1908). W 1910 rozpoczął pracę w hucie „Silesia” w Rybniku, wkrótce potem za pracą udał się do Turyngii, gdzie do wybuchu I wojny światowej pracował w hucie.
W latach 1914–1918 służył w armii niemieckiej na froncie zachodnim, w artylerii. Po wojnie powrócił w rodzinne strony i rozpoczął działania w celu przyłączenia Śląska do Polski. Działał w Polskiej Organizacji Wojskowej Górnego Śląska, był jednym z pierwszych jej organizatorów. W marcu 1919 wraz z innymi działaczami POW został aresztowany w Rybniku przez Grenzschutz. Brał udział we wszystkich powstaniach śląskich w latach 1919–1921. Jako dowódca II batalionu 2 Żorskiego pułku powstańczego wsławił się m.in. zajęciem Żor i Rybnika oraz walkami o Paruszowiec. 28 sierpnia 1922 na rybnickim rynku został odznaczony Krzyżem Srebrnym Orderu Wojennego Virtuti Militari osobiście przez Józefa Piłsudskiego za udział w powstaniach.
Awansowany na porucznika w czerwcu 1922. Po zakończeniu działań wojennych pozostał w wojsku i w 1922 został zweryfikowany do stopnia porucznika piechoty ze starszeństwem z dniem 1 września 1920. Po wojnie służył w 11 pułku piechoty.
22 listopada 1922 w mundurze porucznika Wojska Polskiego zjawił się na zabawie tanecznej w rodzinnym Rowniu. Wywołało to tumult, w rezultacie którego Sobik w obronie swego dobrego imienia i honoru wyciągnął rewolwer i śmiertelnie ranił 56-letniego rolnika Kaska, ojca dziesięciorga dzieci. Przybyła policja postawiła mu zarzut zabójstwa.
W 1924 został przeniesiony do 65 Starogardzkiego pułku piechoty do kadry oficerów rezerwowych, a w 1925, na własną prośbę, przeniesiony do rezerwy. W 1934 miał przydział w rezerwie do 4 pułku strzelców podhalańskich. Pozostawał wówczas w ewidencji PKU Pszczyna. 
Zamieszkał w Rybniku, gdzie założył przedsiębiorstwo spedycyjno-transportowe. W 1924 ożenił się z Małgorzatą Elsner. Miał dwójkę dzieci, Mirosławę i Dagoberta. Działał społecznie, m.in. w Związku Oficerów Rezerwy, Związku Powstańców Śląskich oraz Związku Strzeleckim.
W 1938 rozpoczął tworzenie na Śląsku oddziałów samoobrony. Łącznie zmobilizował około 3800 mężczyzn w 8 batalionach Ochotniczej Powstańczej Samoobrony. Został uznany przez Niemców za wroga III Rzeszy i znalazł się na liście poszukiwanych przez Gestapo w Sonderfahndungsbuch Polen. Na stopień kapitana został mianowany ze starszeństwem z 19 marca 1939 i 210. lokatą w korpusie oficerów piechoty.
W sierpniu 1939 został zmobilizowany do 73 pułku piechoty i wyznaczony na stanowisko dowódcy kompanii marszowej. W kampanii wrześniowej przeszedł szlak bojowy 23 Dywizji Piechoty w składzie Armii „Kraków”. Po bitwie pod Tomaszowem Lubelskim, chcąc uniknąć niewoli niemieckiej, przedarł się do Lwowa. Tu został aresztowany przez NKWD i osadzony w obozie w Starobielsku. Wiosną 1940 został zamordowany przez funkcjonariuszy NKWD w Charkowie i pogrzebany potajemnie w bezimiennej mogile zbiorowej w Piatichatkach, gdzie od 17 czerwca 2000 mieści się oficjalnie Cmentarz Ofiar Totalitaryzmu w Charkowie. Figuruje na Liście Starobielskiej NKWD pod poz. 3057.

## Awans pośmiertny i upamiętnienie
5 października 2007 minister obrony narodowej Aleksander Szczygło – decyzją nr 439/MON – mianował go pośmiertnie na stopień majora. Awans został ogłoszony 9 listopada 2007 w Warszawie, w trakcie uroczystości „Katyń Pamiętamy – Uczcijmy Pamięć Bohaterów”.
Jego imieniem nazwano ulicę w Rybniku.

## Ordery i odznaczenia
- Krzyż Srebrny Orderu Wojennego Virtuti Militari (nr 4806)[1]
- Krzyż Niepodległości z Mieczami
- Krzyż Niepodległości (9 listopada 1931)[1][15][16]
- Krzyż Walecznych[1]
- Złoty Krzyż Zasługi (15 kwietnia 1937)[17][1]
- Srebrny Krzyż Zasługi
- Krzyż na Śląskiej Wstędze Waleczności i Zasługi
- Medal Dziesięciolecia Odzyskanej Niepodległości
- Medal Pamiątkowy za Wojnę 1918–1921 „Polska Swemu Obrońcy”